# 파라벤

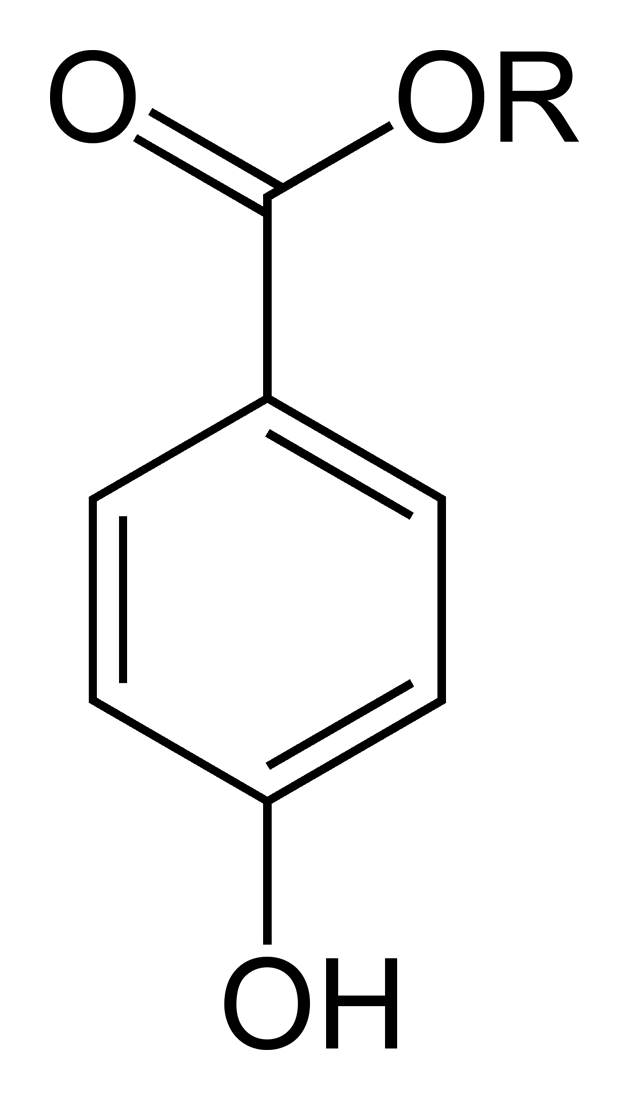
파라벤의 일반적인 화학 구조
(a para-hydroxybenzoate)
여기서 R = 알킬기

파라벤(Paraben)은 화장품이나 의약품의 방부제로 주로 사용되는 파라하이드록시벤조산의 에스터이다. 유해성 시비 문제가 있다.

## 같이 보기
- 페녹시에탄올
- 에스트로겐과 유사한 구조를 지녀 유방암을 걸리게 한다..